# Nessorhamphus
Nessorhamphus is een geslacht van straalvinnige vissen uit de familie van langnekalen (Derichthyidae). Het geslacht is voor het eerst wetenschappelijk beschreven in 1930 door Schmidt.

## Soorten
- Nessorhamphus danae Schmidt, 1931
- Nessorhamphus ingolfianus (Schmidt, 1912)